# Allgaier-Porsche AP 312
L'Allgaier-Porsche AP 312 est un modèle de tracteur agricole produit par le constructeur allemand Allgaier Werke (de).
Ce tracteur, spécialement étudié pour être utilisé dans les caféières brésiliennes, n'a été produit qu'à environ 220 exemplaires entre 1952 et 1954, les contrats avec les partenaires brésiliens n'étant finalement pas concrétisés.

## Historique
Dans la seconde partie des années 1940, un industriel brésilien est à la recherche d'un modèle de tracteur utilisable dans les caféières. L'engin doit être compact, relativement bas, avec un moteur à essence — les gaz d'échappement des moteurs Diesel risquent, selon lui, de nuire à la qualité du café — et d'un puissance suffisante pour entraîner un cultivateur rotatif. Cet industriel prend contact avec le constructeur Allgaier, qui a déjà noué des accords avec Porsche, et dont il visite l'usine.
Plusieurs prototypes sont fabriqués par Porsche et envoyés pour essais au Brésil en 1948, en même temps qu'un technicien qui doit également étudier la possibilité de construction d'une usine de montage au Brésil. Les contrats de coopération ne se concrétisant pas, les prototypes reviennent en Allemagne, mais une commande est passée pour 1 000 tracteurs. Livrés mais jamais payés, les 200 premiers exemplaires de série fabriqués sont utilisés sporadiquement au Brésil, quelques autres rejoignant l'Argentine et la Colombie dans des vergers, des caféières ou des plantations de canne à sucre. La production cesse en 1954, le solde de la commande n'étant jamais construit.

## Caractéristiques
L'Allgaier-Porsche AP 312 est motorisé par un groupe fourni par Allgaier. Ce moteur à essence à deux cylindres verticaux (alésage de 100 mm pour une course de 116 mm) possède une cylindrée totale de 1 820 cm3. Il développe une puissance maximale de 30 ch au régime de 2 000 tr/min.
La boîte de vitesses mécanique possède cinq rapports avant et une marche arrière ; la vitesse maximale du tracteur est de 26 km/h.
Le constructeur RWM (Rotenburger Metallwerke) conçoit un cultivateur rotatif d'un mètre de large spécialement étudié pour être attelé à l'AP 312, entraîné par sa prise de force arrière, équipement impératif pour travailler le sol des plantations,.
Le tracteur est entièrement caréné pour pouvoir progresser dans les plantations sans accrocher les branches des arbres ni les abîmer.